# Aleuron leo
Aleuron leo är en fjärilsart som beskrevs av Clark 1935. Aleuron leo ingår i släktet Aleuron och familjen svärmare. Inga underarter finns listade i Catalogue of Life.